# 米爾頓 (新罕布什爾州普查規定居民點)
米爾頓（英語：Milton）是位於美國新罕布什爾州斯特拉佛縣的普查規定居民點。

## 人口
根據2020年美國人口普查的數據，米爾頓的面積為2.10平方千米，皆為陸地。當地共有人口593人，而人口密度為每平方千米282.38人。